# Lajon Witherspoon
Lajon Jermaine Witherspoon (Nashville, 3 ottobre 1972) è un cantante statunitense, noto per essere il cantante del gruppo alternative metal Sevendust.

## Discografia

### Con i Sevendust
- 1997 – Sevendust
- 1999 – Home
- 2001 – Animosity
- 2003 – Seasons
- 2004 – Southside Double-Wide: Acoustic Live (album dal vivo)
- 2005 – Next
- 2005 – Best of (Chapter One 1997-2004) (raccolta)
- 2007 – Alpha
- 2007 – Retrospective 2 (raccolta)
- 2008 – Chapter VII: Hope & Sorrow
- 2010 – Cold Day Memory
- 2013 – Black Out the Sun
- 2014 – Time Travelers & Bonfires
- 2015 – Kill the Flaw
- 2018 – All I See Is War
- 2020 – Blood & Stone

### Collaborazioni
- 2001 – Snot – Angel's Son (singolo)
- 2010 – (həd)pe – Truth Rising (nel brano Stand Up)
- 2012 – Eye Empire – Moment Of Impact
- 2013 – Artisti vari – Thriller: A Metal Tribute To Michael Jackson (nel brano Black Or White con Bruce Kulick e Tony Franklin)
- 2015 – Earthside – A Dream In Static (nel brano Mob Mentality)
- 2021 – Ra – Intercorrupted (nel brano Nobody Loves You)
- 2021 – Daughtry – Dearly Beloved (nel brano Hunger Strike)